# Nowa ekonomia instytucjonalna
Nowa ekonomia instytucjonalna (NEI) – element nauki ekonomicznej, który dąży do poznania i wyjaśnienia procesów gospodarczych poprzez instytucje (ang. institutions). Ukazuje ona relacje czynników pozaekonomicznych (historycznych, prawnych, społecznych, politycznych) z sytuacją rynków, dokonując jednocześnie analizy ekonomicznej powyższych zjawisk. Pojęcie instytucji w NEI należy interpretować szerzej, tzn. nie tylko pod kątem ekonomicznym, ale również ze zwróceniem uwagi na dorobek prawa, politologię, socjologię oraz teorię organizacji.

## Historia
Ekonomia instytucjonalna wywodzi się ze Stanów Zjednoczonych. Ponad sto lat temu ekonomiści amerykańscy, w przeciwieństwie do europejskich, skupiali się mniej na teoretycznych rozwiązaniach a więcej na praktycznych wnioskach, które miałyby wpływ na politykę gospodarczą. Za twórców tego nurtu uznaje się Thorsteina Veblena, Wesleya C. Mitchella oraz Johna R. Commonsa, którzy zajęli się badaniem wpływu instytucji i zmian instytucjonalnych na funkcjonowanie gospodarki państwa. Amerykański instytucjonalizm osiągnął apogeum na przełomie lat dwudziestych i trzydziestych XX wieku, ale po kilku latach nastąpił jego zanik. Dopiero mniej więcej ćwierćwiecze temu nastąpiło odrodzenie powyższego pod mianem Nowej Ekonomii Instytucjonalnej. Termin ten pojawił się po raz pierwszy w literaturze przedmiotu dzięki amerykańskiemu ekonomiście – Oliverowi E. Williamsonowi. Jego głównym celem było przedstawienie różnic pomiędzy pojęciem ekonomii instytucjonalnej sprzed lat a nowoczesnego wtedy zjawiska Nowej Ekonomii Instytucjonalnej (NEI). Douglass North dzielił instytucje na nieformalne (normy, zwyczaje) i formalne (przepisy prawa), które - będąc w różnym stopniu egzekwowane - tworzą dynamiczną całość zwaną otoczeniem instytucjonalnym
Do popularyzacji NEI przyczyniła się Nagroda Banku Szwecji im. Alfreda Nobla, wręczona trzem instytucjonalistom - wspomnianym Oliverowi E. Williamsonowi, Douglassowi Northowi oraz Elinor Ostrom, której prace stanowią inspirację do dalszych badań instytucjonalnych nad dobrami wspólnymi. Ukierunkowania badań empirycznych i teoretycznych w ramach NEI są wyjątkowo rozległe. To wciąż rozwijający się nurt teoretyczny, wykorzystywany w praktyce, a tym samym ulegający procesom transformacji przez przedstawicieli różnorodnych nauk. Oprócz ekonomistów – prawnicy, socjolodzy, psycholodzy, politycy -powołują się na to nowoczesne zjawisko w dziedzinie ekonomii. Powoduje to niejednokrotnie trudności w systematyzacji, czego wynikiem jest niejednoznacznie określona metodologia oraz zakres powyższego. Pomimo tego wartość i znaczenie badań analizy zjawisk ekonomicznych gospodarki współczesnej nie ulega umniejszeniu z tego powodu.
W ostatnich dekadach jednym z najpopularniejszych autorów podkreślających wagę instytucji w rozumieniu NEI jest Daron Acemoglu, autor m.in. książki "Dlaczego narody przegrywają" (z Jamesem Robinsonem).
Przykładem wykorzystania NEI w badaniach nad transformacją gospodarczą jest próba wyodrębnienia "instytucji hybrydowych".

## Teoria instytucji
W ekonomii instytucjonalnej jako podstawową jednostkę analizy systemów zjawisk społeczno-gospodarczych przyjęto instytucję, czyli element myśli naukowej i pewien wycinek rzeczywistości. Instytucja charakteryzuje się kilkoma cechami:
1. Instytucje wnoszą do działalności gospodarczej czynnik trwałości, ciągłości i stabilności, dzięki tworzeniu warunków zapewniających przewidywalność rezultatów określonego zbioru działań.
2. Instytucje są dziedziczone drogą uczenia się jednostek ludzkich i ich grup w różnych formach edukacji.
3. Instytucje zawierają system bodźców pozytywnych i negatywnych.
4. Instytucje zapewniają swobodę i bezpieczeństwo działaniom jednostki w określonych granicach, co ma ogromne znaczenie dla podmiotów gospodarczych.
5. Instytucje społeczne redukują niepewność i tym samym koszty transakcji.